# Arvid Lindblad
Arvid Anand Olof Lindblad (ur. 8 sierpnia 2007 w Virginia Water, Surrey) – brytyjski kierowca wyścigowy pochodzenia szwedzkiego, startujący w Formule 2 w sezonie 2025..
Lindblad jest członkiem akademii zespołu Red Bulla. Swój debiut w oficjalnej sesji Formuły 1 zaliczył 4 lipca 2025 podczas pierwszej sesji treningowej Grand Prix Wielkiej Brytanii jako piątkowy kierowca.

## Podsumowanie
| Legenda oznaczeń w tabelach wyników Wyświetl szablon na nowej stronie | Legenda oznaczeń w tabelach wyników Wyświetl szablon na nowej stronie                                                                     |
| Oznaczenie                                                            | Wyjaśnienie |
| --------------------------------------------------------------------- | --- |
| Złoty                                                                 | Zwycięzca lub mistrzostwo |
| Srebrny                                                               | 2. miejsce lub wicemistrzostwo |
| Brązowy                                                               | 3. miejsce lub II wicemistrzostwo |
| Zielony                                                               | Ukończył, punktował (w klasyfikacji generalnej, gdy zdobył co najmniej jeden punkt na przestrzeni sezonu, poza trzema powyższymi opcjami) |
| Niebieski                                                             | Ukończył, nie punktował (w klasyfikacji generalnej, gdy nie zdobył co najmniej jednego punktu na przestrzeni sezonu)                      |
| Czerwony                                                              | Nie zakwalifikował się (NZ) |
| Czerwony                                                              | Nie prekwalifikował się (NPK) |
| Różowy                                                                | Nie ukończył (NU) |
| Różowy                                                                | Niesklasyfikowany (NS) (w klasyfikacji generalnej, gdy nie został sklasyfikowany w żadnym wyścigu sezonu)                                 |
| Czarny                                                                | Zdyskwalifikowany (DK) |
| Czarny                                                                | Wykluczony (WYK/EX) |
| Biały                                                                 | Nie wystartował (NW) |
| Biały                                                                 | Kontuzjowany (K/INJ) |
| Biały                                                                 | Wyścig odwołany (OD/C) |
| Bez koloru                                                            | Został wycofany (WYC/WD) |
| Bez koloru                                                            | Nie przybył (NP/DNA) |
| Bez koloru                                                            | Nie brał udziału w treningach (NT/DNP) |
| Bez koloru                                                            | Nie został zgłoszony (–) |
| Pogrubienie                                                           | Start z pole position |
| Kursywa                                                               | Najszybsze okrążenie wyścigu |
| †                                                                     | Nie ukończył, ale jego rezultat został zaliczony ze względu na przejechanie więcej niż 90% dystansu wyścigu.                              |
| *                                                                     | Sezon w trakcie |
| 1/2/3                                                                 | Punktowana pozycja w sprincie |
| Lista systemów punktacji Formuły 1                                    | |

| Sezon | Seria                                | Zespół                        | Starty | P1 | PP | NO | Podia | Punkty | Pozycja |
| ----- | ------------------------------------ | ----------------------------- | ------ | -- | -- | -- | ----- | ------ | ------- |
| 2022  | Włoska Formuła 4                     | Van Amersfoort Racing         | 8      | 0  | 0  | 0  | 0     | 12     | 17      |
| 2023  | Formuła 4 ZEA                        | Hitech Grand Prix             | 15     | 1  | 1  | 1  | 3     | 107    | 5       |
| 2023  | Włoska Formuła 4                     | Prema Racing                  | 21     | 6  | 4  | 3  | 10    | 263,5  | 3       |
| 2023  | Euro 4                               | Prema Racing                  | 9      | 1  | 1  | 2  | 4     | 124    | 4       |
| 2023  | Grand Prix Makau Formuły 4           | SJM Theodore Prema Racing     | 1      | 1  | 1  | 1  | 1     | —      | 1       |
| 2024  | Formuła Regional Middle East         | Mumbai Falcons Racing Limited | 9      | 1  | 0  | 0  | 1     | 33     | 13      |
| 2024  | Formuła 3                            | Prema Racing                  | 20     | 4  | 0  | 1  | 5     | 113    | 4       |
| 2025  | Formula Regional Ocenia Championship | M2 Competition                | 15     | 6  | 6  | 6  | 12    | 370    | 1       |
| 2025  | Formuła 2                            | Campos Racing                 | 13     | 2  | 1  | 1  | 3     | 79*    | 6*      |

* – Sezon w trakcie.